# Lamoral van der Noth
Lamoral von der Noth (även skrivet van der Noot) född omkring 1663, död 28 februari 1710 under slaget vid Helsingborg, var en svensk militär. 

## Biografi
Lamoral van der Noth föddes 1663 (troligen kort före den 26 augusti) som son till den holländske adelsmannen och militären Thomas van der Noot och dennes hustru, Maria Roquette Hägerstierna. Han var den 14 februari 1682 fänrik vid Livgardet. Han deltog som volontär i venetiansk tjänst under Otto Wilhelm Königsmarcks befäl under dennes fälttåg mot Ottomanska riket under Stora turkiska kriget. von der Noth utmärkte sig i sin tjänst och deltog bland annat vid belägringen av Aten 1687. Han tog därefter värvning i holländsk tjänst och tjänade som överstelöjtnant vid Claubergers regemente i april 1692. Han fick överstes avsked därifrån den 19 februari 1703.
Kort efter sitt avsked, den 12 mars 1703, blev han överste för Upplands femmänningsregemente. Regementet var en del av de trupper som i december 1709 sändes för att förstärka Magnus Stenbocks armé till försvar mot den danska invasionen av Skåne under stora nordiska kriget och kom att deltaga i slaget vid Helsingborg den 28 februari 1710. Under slaget var von der Noth befälhavare över andra linjen i den svenska arméns corps de bataille, alltså fotfolket i centern. Han anges i de adliga ättartavlorna som generalmajor, men det finns inga bevis för att han befordrats till detta inför slaget. Han benämns som överste i general Magnus Stenbocks rapport till defensionskommissionen efter slaget och i en skrivelse från rådet till Karl XII följande år. Under slaget förde van der Noth under kraftig beskjutning fram Smålands och Upplands fyr- och femmänningsregementen mot de danska förbanden Livgarden til fods och Dronningens Livregiment. Under framryckingen träffades van der Noth av fientlig eld och fördes sårad bakåt i leden, men avled snart av sina skador. Han stupade barnlös och med honom slocknade ätten van der Noth på svärdssidan.